# Baumelstern
Die Baumelstern (Dendrocitta) sind eine Gattung der Rabenvögel (Corvidae). Die Gattung umfasst sieben Arten, die alle in Südostasien vorkommen. Baumelstern leben in Wäldern oder halboffenen Landschaften und verbringen die meiste Zeit des Tages im Geäst von Bäumen, wo sie sich von deren Früchten und Blüten ernähren. Daneben fressen sie auch kleine Wirbeltiere, Insekten sowie Aas.

## Merkmale
Baumelstern sind mittelgroße Rabenvögel mit gedrungenem Rumpf und langen bis sehr langen Schwänzen. Sie besitzen allesamt kurze, kräftige und gekrümmte Schnäbel und relativ kurze, dünne Beine. Der kleinste Vertreter der Gattung, die Andamanenbaumelster (D. baylei) misst vom Kopf bis zum Schwanz 32 cm und wiegt 90–130 g, die Wanderbaumelster hat als größte Art eine Kopf-Schwanz-Länge von 46 bis 50 cm bei einem Gewicht von 90 bis 130 g.
Das Farbspektrum des Baumelster-Gefieders beschränkt sich auf eine begrenzte Palette von Farbtönen und Zeichnungen, die in unterschiedlicher Ausprägung bei allen Arten der Gattung vorkommen. Gesicht und Kehle sind meist satt schwarz oder braun gefärbt. Eine Ausnahme hiervon bildet die Borneobaumelster (D. cinerascens), bei der nur Stirn und Brauen schwarz sind. Hinterkopf und Nacken sind außer bei der Andamanenbaumelster und der Wander-Baumelster grau oder weiß. Bei einigen Arten reicht diese Graufärbung bis auf die obere Stirn und auf die Brust oder den Rücken hinab, bei anderen nur bis auf den Hinterkopf und den seitlichen Nacken. Der Rücken und die Schultern sind unterschiedlich stark rot gefärbt, der Bauch ist weiß, grau, ocker oder rotbraun. Die Unterschwanzdecken sind bei den meisten Arten rötlich und nur bei der Wander-Baumelster gelblich. Alle Baumelstern haben schwarze  Handschwingen und -decken, einige Arten zeigen einen weißen Fleck an der Basis der Handschwingen. Bis auf die Wander-Baumelster haben alle Baumelstern schwarze Armschwingen. Die Armdecken sind bei der Wander-Baumelster weiß, bei der Maskenbaumelster (D. frontalis) grau. Der Schwanz besteht aus zwölf stark gestuften Federn. Bei der Masken- und der Andamanenbaumelster ist er vollständig schwarz. Bei allen anderen Arten sind nur die Spitzen der Steuerfedern dunkel gefärbt, ihre Basis ist hingegen grau. Schnabel, Wachshaut und Beine sind bei allen Baumelstern dunkelgrau, die Farbe der Iris bewegt sich zwischen dunkel rotbraun und rot.

## Systematik und Taxonomie

### Forschungsgeschichte
Die wissenschaftliche Bezeichnung für die Baumelstern, Dendrocitta, setzt sich aus den griechischen Begriffen dendron (δένδρον) für Baum und kitta (κίττα), einer Bezeichnung für die Elster (Pica pica) zusammen. Autor der Gattung ist John Gould, der ihre Erstbeschreibung 1833 in den Proceedings of the Zoological Society of London veröffentlichte. Gould gliederte die Gattung aus der der Echten Elstern (Pica) aus, in die die heutigen Baumelstern damals gestellt wurden. Er begründete dies mit den im Vergleich zu den Echten Elstern eher schwachen Beinen der Baumelstern. Gleichzeitig grenzte er die Gattung von den nahe verwandten Rakettschwanzelstern (Crypsirina) ab, indem er auf die leicht unterschiedliche Schnabelmorphologie hinwies. Als Typusart legte er die Weißbauchbaumelster (D. leucogastra) fest.

### Äußere Systematik
Die Baumelstern sind Teil einer frühen Radiation der Rabenvögel in Südostasien, deren Ergebnis neben der Gattung Dendrocitta die Bergkrähen (Pyrrhocorax), die Rakettschwanzelstern (Crypsirina), die Trauerelster (Platysmurus leucopterus) und die Leiterschwanzelster (Temnurus temnurus) sind. Alle fünf Gattungen sind in Südostasien beheimatet, wobei die Bergkrähen auch den Rest der Paläarktis besiedelt haben. Die Baumelstern stehen dabei basal in der Gruppe der ausschließlich in Südostasien vorkommenden Gattungen, während die Bergkrähen das Schwestertaxon zu allen übrigen Gattungen bilden.

### Innere Systematik
Die Gattung der Baumelstern umfasst folgende Arten:
- Andamanenbaumelster (Dendrocitta bayleyi)
- Borneobaumelster (Dendrocitta cinerascens)
- Graubrustbaumelster (Dendrocitta formosae)
- Maskenbaumelster (Dendrocitta frontalis)
- Weißbauch-Baumelster (Dendrocitta leucogastra)
- Sumatrabaumelster (Dendrocitta occipitalis)
- Wanderbaumelster (Dendrocitta vagabunda)

Die Borneobaumelster wird in der älteren Literatur gelegentlich als Unterart der Sumatrabaumelster geführt.

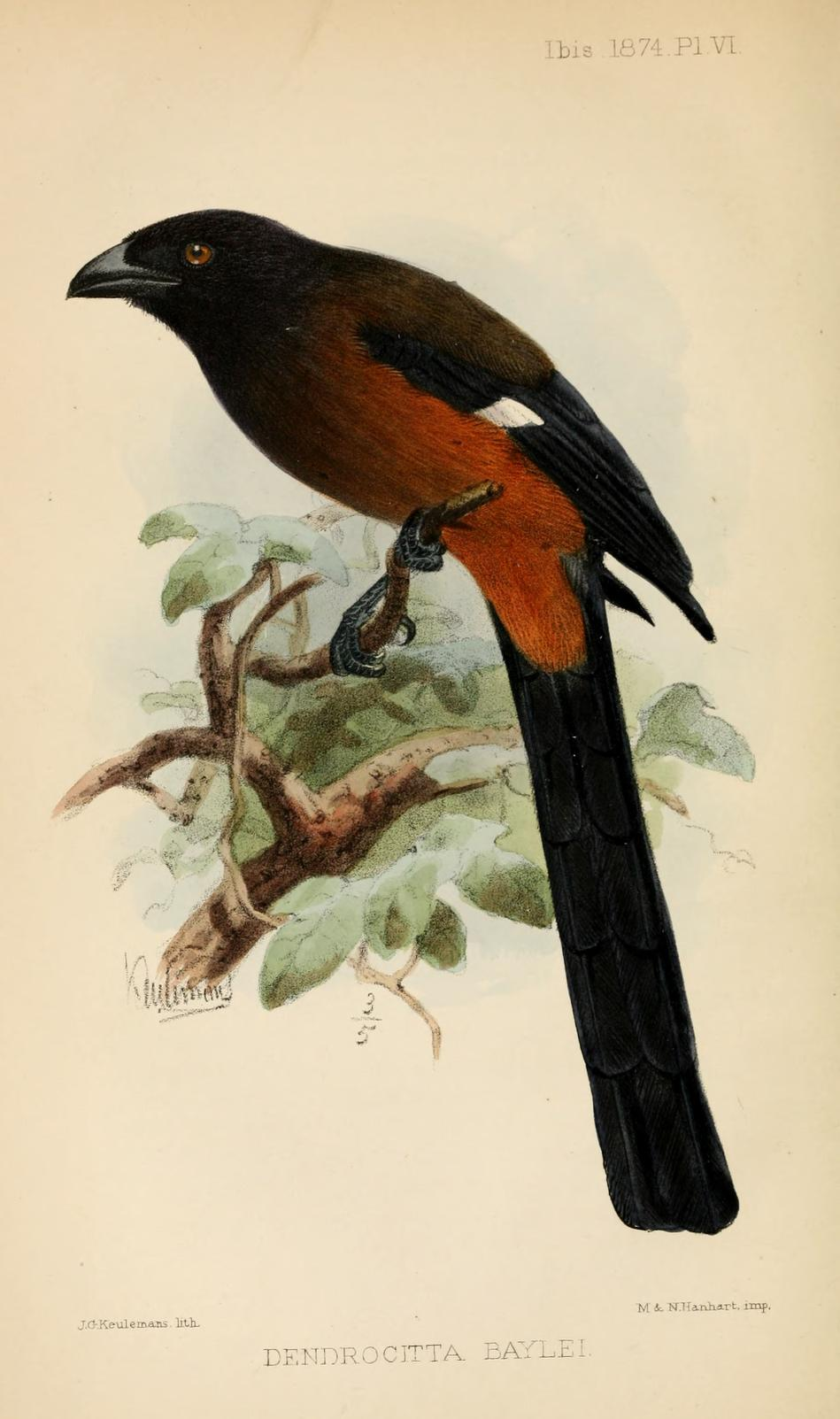
Andamanenbaumelster (D. baylei)
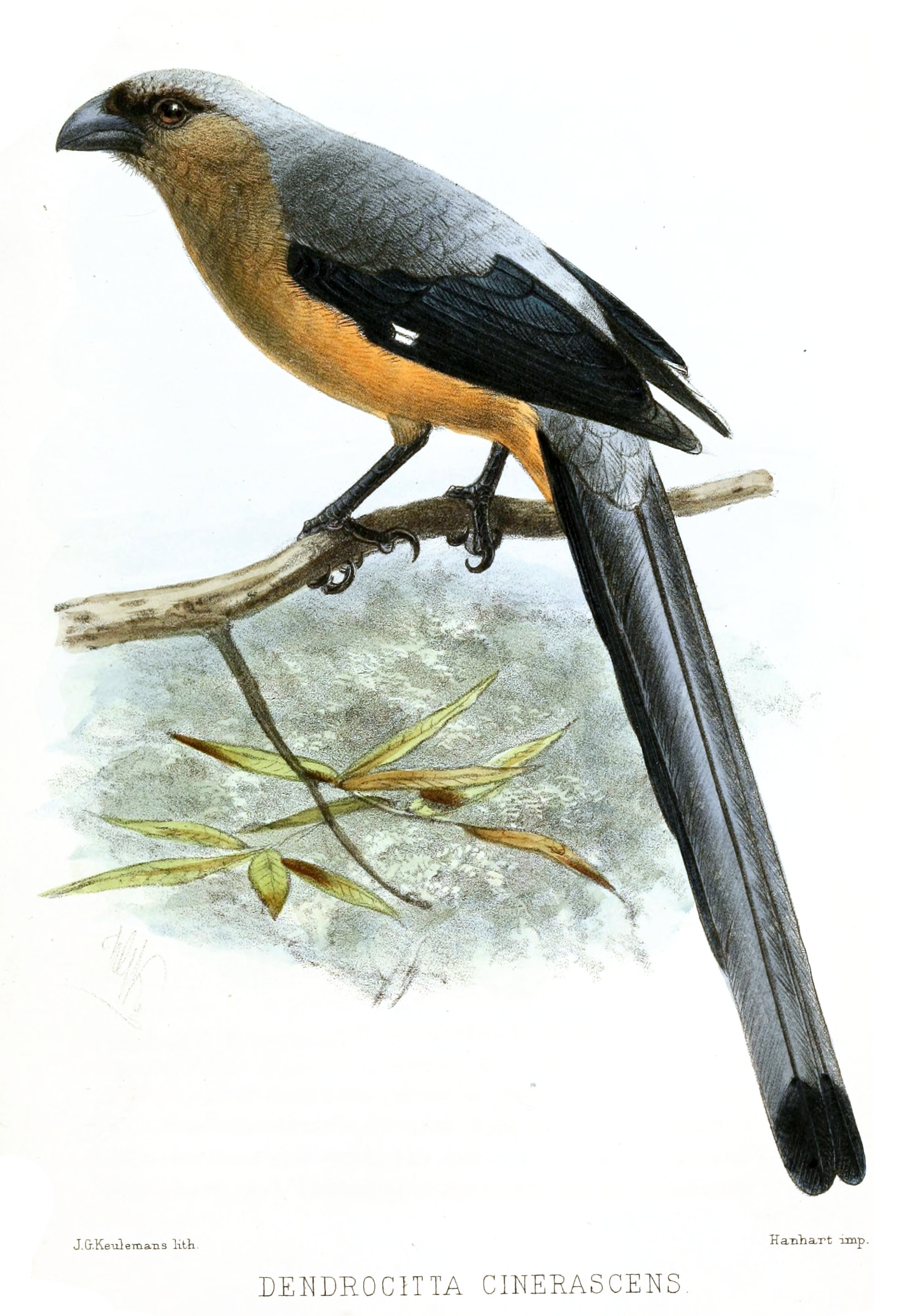
Borneobaumelster (D. cinerascens)
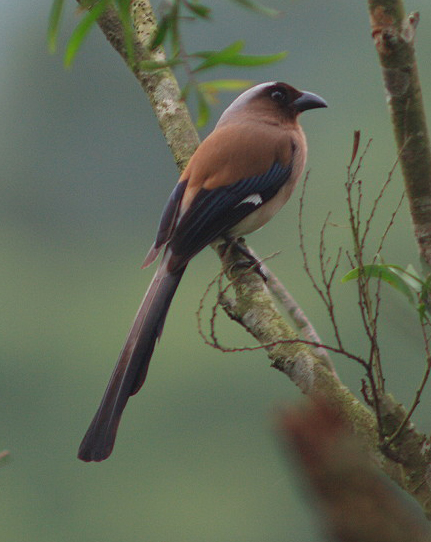
Graubrustbaumelster (D. formosae)
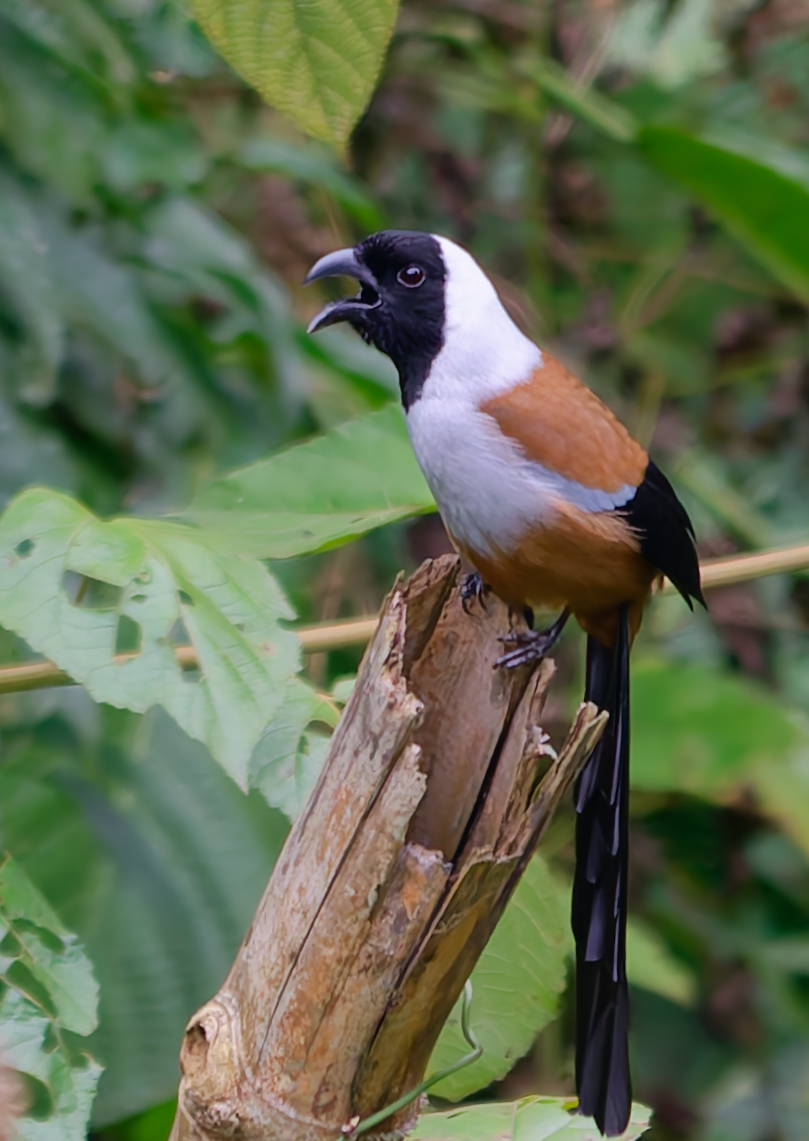
Maskenbaumelster (D. frontalis)
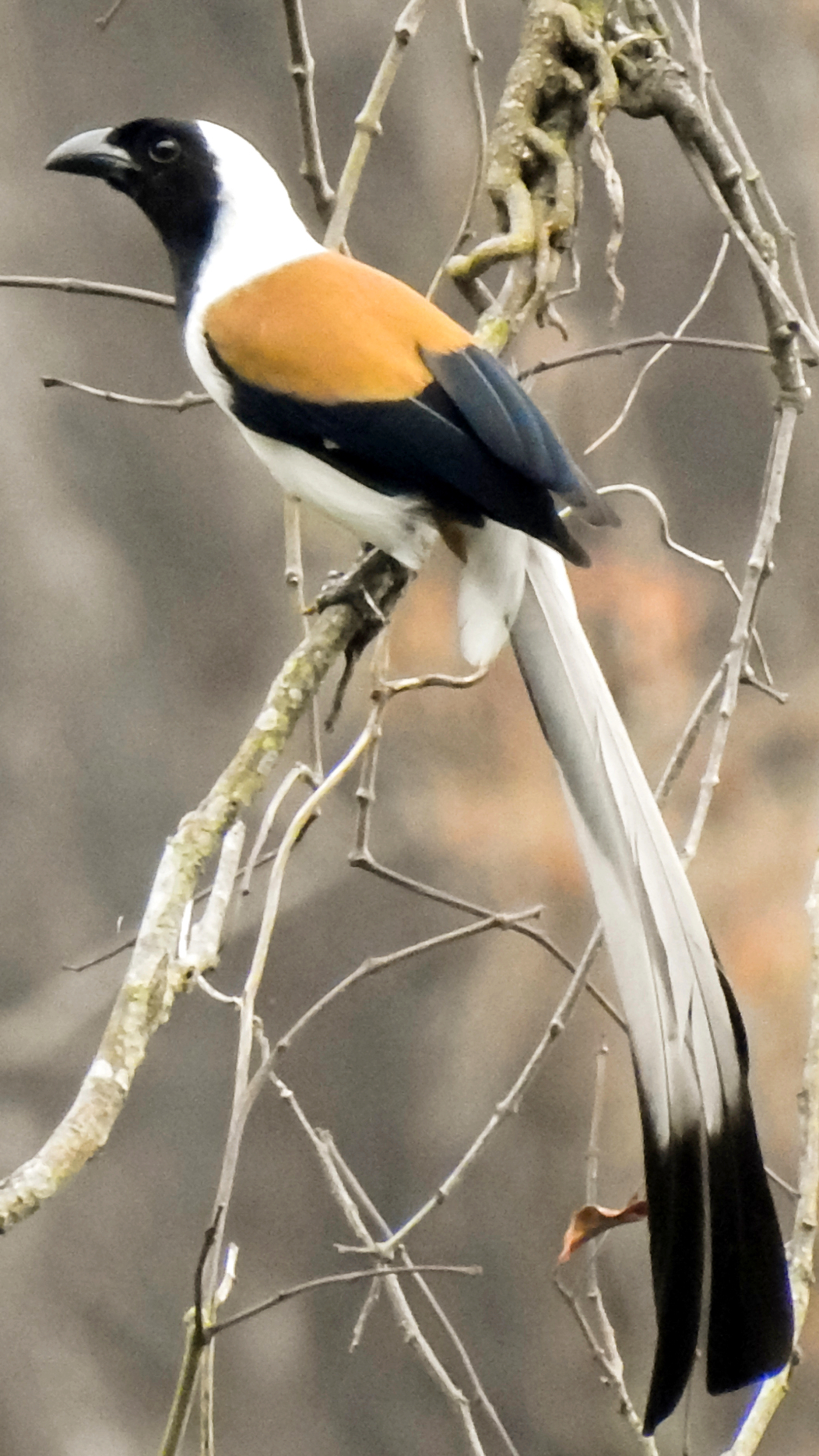
Weißbauch-Baumelster (D. leucogastra)
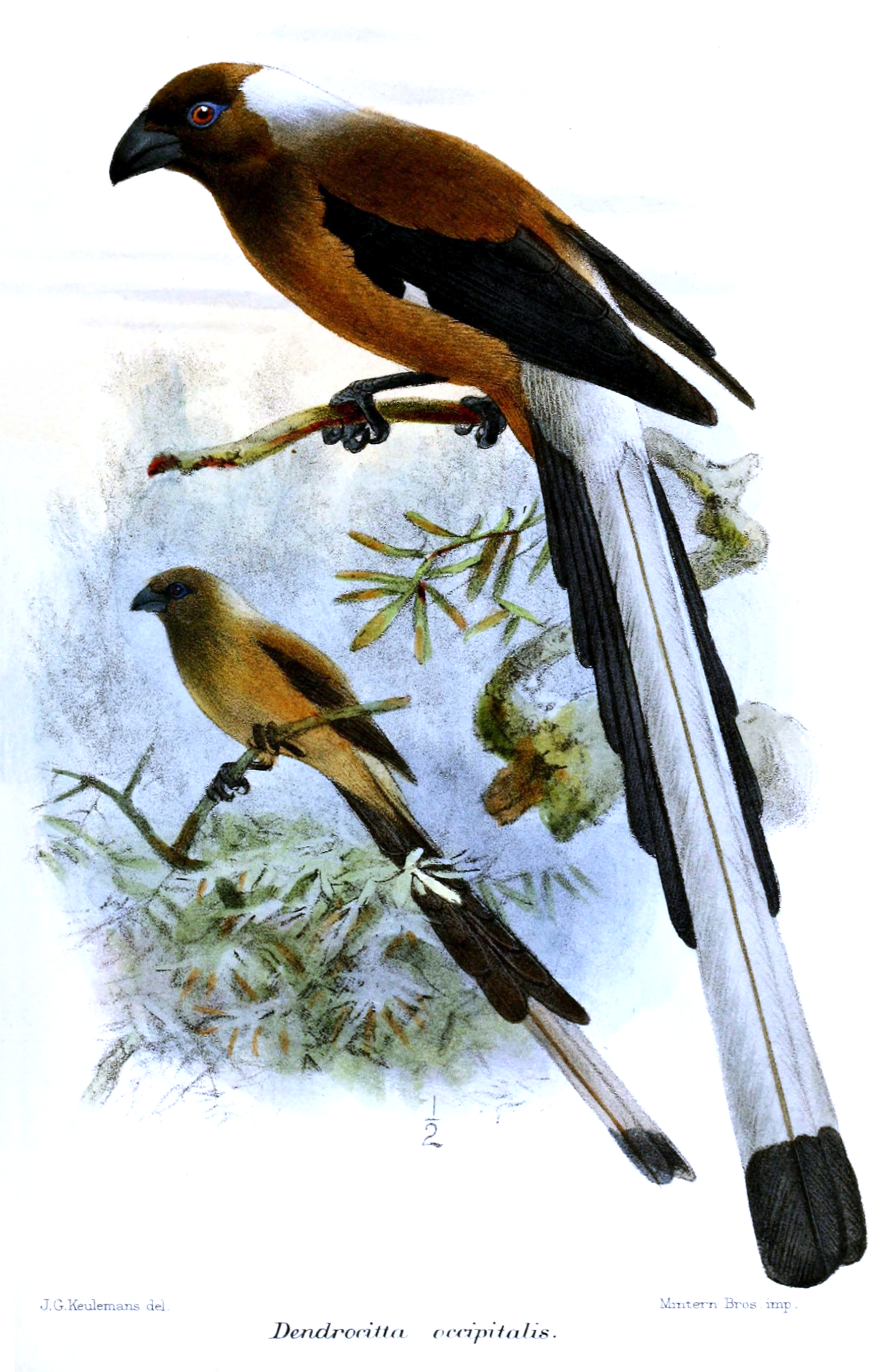
Sumatrabaumelster (D. occipitalis)